# Maximilian Riedmüller
Maximilian Riedmüller (* 4. ledna 1988, Mnichov, SRN) je německý fotbalový brankář, který působí v německém klubu Holstein Kiel.

## Klubová kariéra

### Bayern Mnichov
Do prvního týmu byl povolán v sezóně 2011/12, 1. července 2011 podepsal profesionální kontrakt platný do 30. června 2013 a dostal dres s číslem 24. V týmu plnil roli třetího brankáře za Manuelem Neuerem a Tomem Starkem.

### Holstein Kiel
Po sezóně 2012/13 přestoupil do německého třetiligového klubu Holstein Kiel, kde podepsal dvouletou smlouvu.